# Charles Cérou
Charles Cérou (* 30. Juni 1918 in Paulhac, Département Cantal; † 6. September 1998) war ein französischer Marathonläufer.
1950 wurde er Französischer Vizemeister in 2:36:20 h und Sechster bei den Leichtathletik-Europameisterschaften in Brüssel in 2:36:09 h.
Im Jahr darauf wurde er Französischer Meister in 2:45:17 h und Zweiter beim Enschede-Marathon mit seiner persönlichen Bestzeit von 2:35:32 h. 1953 siegte er zum zweiten Mal bei den Französischen Meisterschaften in 2:37:52 h.